# 上野站 (富山縣)
上野站（日语：／ Uwano eki */?）是位於富山縣富山市上野（開業時為舊・上新川郡熊野村），富山地方鐵道（地鐵）笹津線的鐵路車站（廢站）。
在1969年（昭和44年）8月30日至廢線前，此站是急行列車的停車站（那列車班次只有早上和黃昏1個往返班次）。

## 歷史
- 1950年（昭和25年）9月1日：富山地方鐵道笹津線南富山站至大久保町站之間重新開通，此站啟用[2][3][4][5]。當時為一般車站[5]。
- 1975年（昭和50年）4月1日：笹津線廢除，此站也被廢除[2][3][4][5]。

## 車站構造
截至車站廢除前，此站是一座地面車站，設有2面2線的相對式月台。當時可進行列車交會。兩座月台之間設有站內平交道連接。
此站是職員配置車站，設有站舍。
主要只有在早上和黃昏才有列車進行列車交會。路籤方面，南富山站至此站之間為「橢圓形」，此站至大久保町站之間為「△」。

## 車站周邊
車站位於稻田中。在路線快將廢除前後，附近發展了新興住宅區，雖然當時列車班次被削減，但是客量繼續增加。
- 國道41號（越中東街道）
- 最勝寺（日语：最勝寺 (富山市)） - 蜷川氏（日语：蜷川氏）的菩提寺。
- 土川

## 現狀
截至1998年（平成10年），車站遺址還遺留了老櫻花樹。截至2007年（平成19年）9月、2008年（平成20年）也是同樣。在上野路口北邊為空地變成一片草原。在車站遺址對面有一間汽車經銷店。
另外，在此站附近的路軌遺址變成了道路。截至2008年（平成20年）也是同樣，於此站遺址附近的道路均為市道。

## 相鄰車站
富山地方鐵道
笹津線
赤田－上野－熊野

## 注腳
1. 1 2 3 4 5 6 7 8  《RM LIBRARY 107 富山地鐵笹津·射水線》（著：服部重敬，NEKO PUBLISHING，2008年7月發行）25,27-29,46-47頁
2. 1 2  《日本鐵道旅行地圖帳 全線全站全廢線 6 北信越》（監修：今尾惠介，新潮社，2008年10月發行）38頁
3. 1 2  （JTB出版，2010年4月發行）211頁
4. 1 2  （著：寺田裕一，NEKO PUBLISHING，2010年12月發行）43-45,47頁
5. 1 2 3  （著：寺田裕一，JTB出版，2008年5月發行）165頁
6. 1 2 3  （著：寺田裕一，JTB出版，2008年5月發行）80-83頁
7. 1 2  （JTB出版，1998年6月發行）80頁
8. 1 2 3 4  《富山廢線紀行》（著：草卓人，桂書房（日语：桂書房），2008年7月發行）80頁

## 相關項目
- 日本鐵路車站列表 U